# Frans Snyders
Pour les articles homonymes, voir Snyders et Snijders.
Frans Snyders ou Snijders (Anvers, 11 novembre 1579 - Anvers, 19 août 1657), qui signait ses ouvrages Franchoijs Snijders, est un peintre baroque flamand, élève de Pieter Bruegel le Jeune et de Hendrick van Balen, spécialisé dans la nature morte et l'un des premiers peintres animaliers : il est crédité d'avoir initié une grande variété de nouveaux sujets de nature morte et d'animaux à Anvers. Il est un collaborateur régulier de grands peintres anversois tels que Pierre Paul Rubens, Antoine van Dyck et Jacob Jordaens.

## Biographie
Frans Snyders nait à Anvers. Il est le fils de Jan Snijders, le tenancier d'une auberge fréquentée par des artistes. Selon la légende, le célèbre peintre du XVIe siècle Frans Floris aurait dilapidé sa fortune dans l'auberge de son père. Sa mère est Maria Gijsbrechts. Il a cinq frères et sœurs. Son frère Michiel est également devenu peintre mais aucune œuvre de lui n'est connue.
Il est signalé comme élève de Pieter Brueghel le Jeune en 1593, puis se forme avec Hendrick van Balen, le premier maître d'Antoine van Dyck. Il est reçu franc-maître à la guilde de Saint-Luc des peintres d'Anvers en 1602, ville où il réalise l'essentiel de son œuvre. 
Il voyage en Italie en 1608-1609 ; il réside d'abord à Rome.  Il voyage ensuite de Rome à Milan. Jan Brueghel l'Ancien l'y a introduit par lettre au célèbre collectionneur d'art le cardinal Federico Borromeo (1564-1631). Brueghel a demandé à Frans Snyders de peindre une copie d'après un portrait de Titien de la collection Borromeo. Ceci est considéré comme une preuve que Snyders est un peintre de portraits habile avant de se tourner vers la peinture de natures mortes.

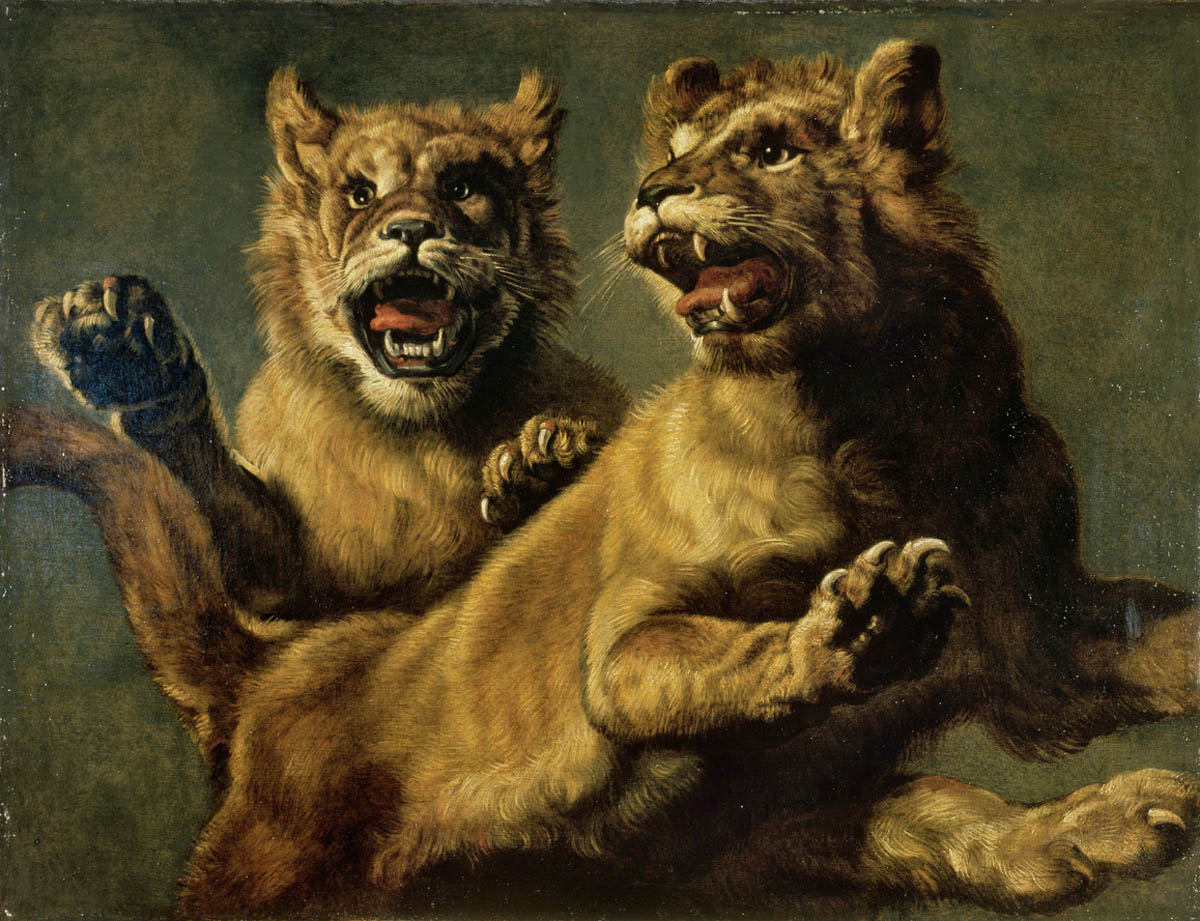
Deux jeunes lions, musée des Beaux-Arts de Gand.

Il retourne dans sa ville natale au printemps 1609, et épouse deux ans plus tard Marguerite de Vos, sœur des deux grands peintres anversois Cornelis et Paul de Vos, avec qui il collabore fréquemment. Van Dyck réalise en 1618-1620, son portrait avec son épouse, conservé à la Gemäldegalerie Alte Meister (Cassel).
Sa collaboration avec Rubens débute dans les années 1610. Même s'il ne fut pas son élève, il collabore avec lui dans plusieurs tableaux, comme Philopœmène reconnu par ses hôtes (musée du Prado, Madrid). 
Snyders a de nombreux mécènes dont l'évêque gantois Antonius Triest qui commande quatre tableaux de scènes de marché vers 1615 (Musée de l'Ermitage, Saint-Pétersbourg). Il est un ami de van Dyck qui peint plus d'une fois Snyders et sa femme (The Frick Collection, Cassel (Hesse) etc. ). Snyders connait un succès commercial et peut acheter une maison dans la très chic Keizerstraat à Anvers. En 1619, il devient membre de la guilde des Romanistes et en 1628, le doyen de la Guilde de Saint-Luc.
Dans la période 1636-1638, il fait partie des artistes anversois qui assistent Rubens dans une importante commande de décorations pour le pavillon de chasse de la Tour de la Parada de Philippe IV (roi d'Espagne), aujourd'hui détruit. Les deux artistes travaillent également ensemble sur les décorations de l'Alcazar royal de Madrid et le palais du Buen Retiro à Madrid. Frans Snyders peint environ 60 peintures de chasse et d'animaux d'après des dessins de Rubens. En 1639, ils reçoivent une commande de suivi pour 18 tableaux supplémentaires pour le pavillon de chasse. Il dirige un important atelier pour répondre à ces commandes de tableaux, dont ses deux beaux-frères de Vos font partie.
Après la mort de Pierre Paul Rubens, Snyders est l'un des évaluateurs de l'inventaire de la collection du peintre.

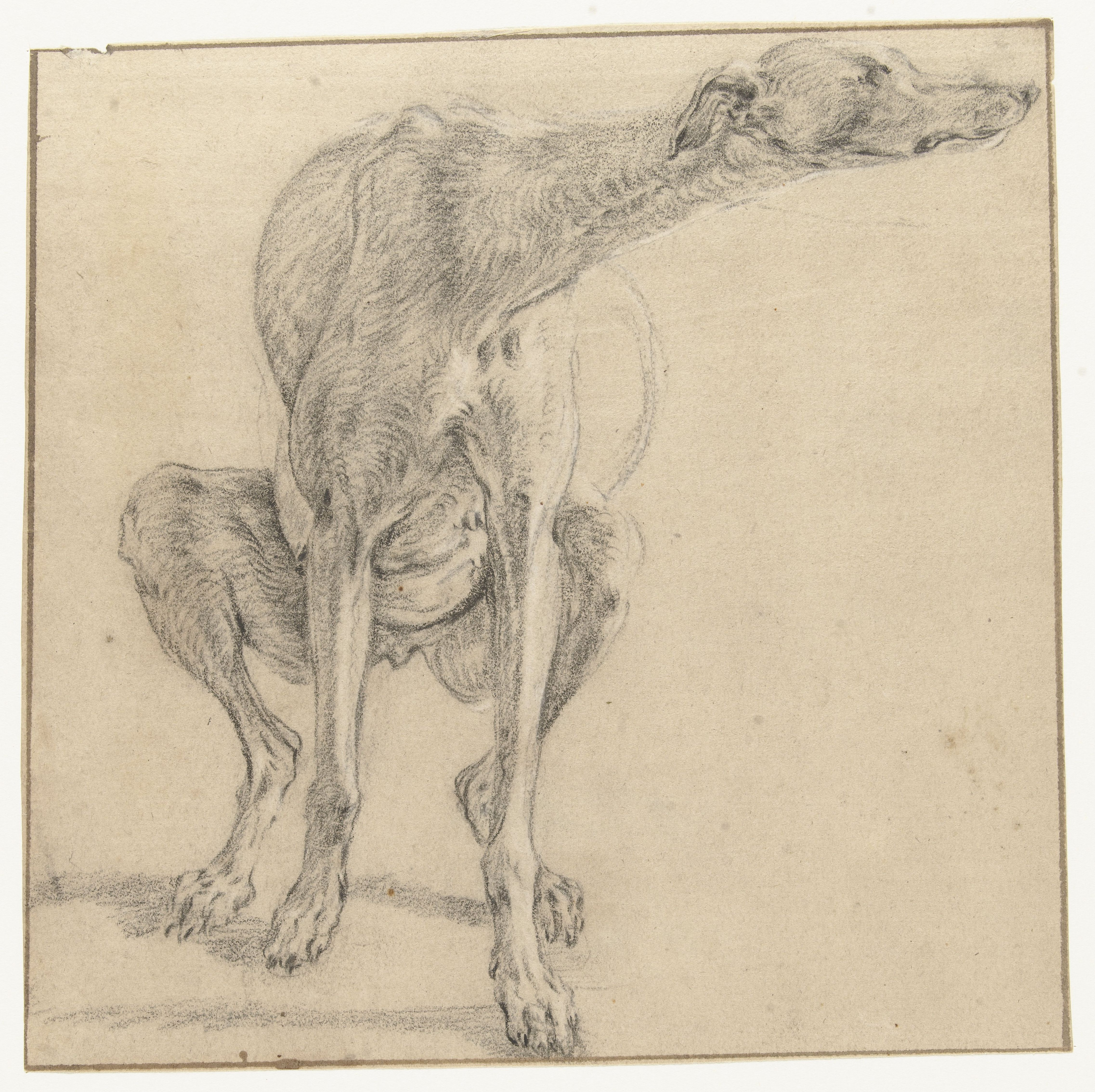
Chien assis qui se soulage.

Dans les années 1641 et 1642, Snyders voyage avec d'autres artistes dans les Provinces-Unies. En 1646, il est probablement à Bréda où il travaille sur une commission.
Il est veuf en 1647 et meurt lui-même le 19 août 1657 à Anvers, sans enfant ; il lègue sa fortune à sa sœur, une béguine. Le marchand d'art anversois Matthijs Musson acquiert sa vaste collection d'art qui comprend des œuvres d'artistes flamands et néerlandais des XVIe et XVIIe siècles tels que Rubens, Antoine van Dyck, Hendrick van Balen, Jan Breughel l'Ancien, Pieter Bruegel l'Ancien, Joos van Cleve, Coninxloo, Jacob van Es, Willem Claeszoon Heda, Jacob Jordaens, Lucas van Leyden, Jan Lievens, Lambert Lombard, Jan Matsys, Joachim Patinier, Adriaen van Utrecht et François Ykens.
Il a eu de nombreux apprentis. Ses élèves auraient inclus Nicasius Bernaerts, Pieter van Boucle, Juriaen Jacobsze, Jan Roos et Paul de Vos. Jan Fyt est l'élève, puis l'assistant de Snyders à partir de 1629. Pieter van Boucle a affirmé qu'il était son élève, mais il n'y a pas de sources écrites disponibles à Anvers qui soutiennent cette affirmation. Cependant, il existe des similitudes stylistiques dans les œuvres de van Boucle qui suggèrent qu'il a travaillé dans le cercle de Frans Snyders.

## Style

### Spécificités et influence

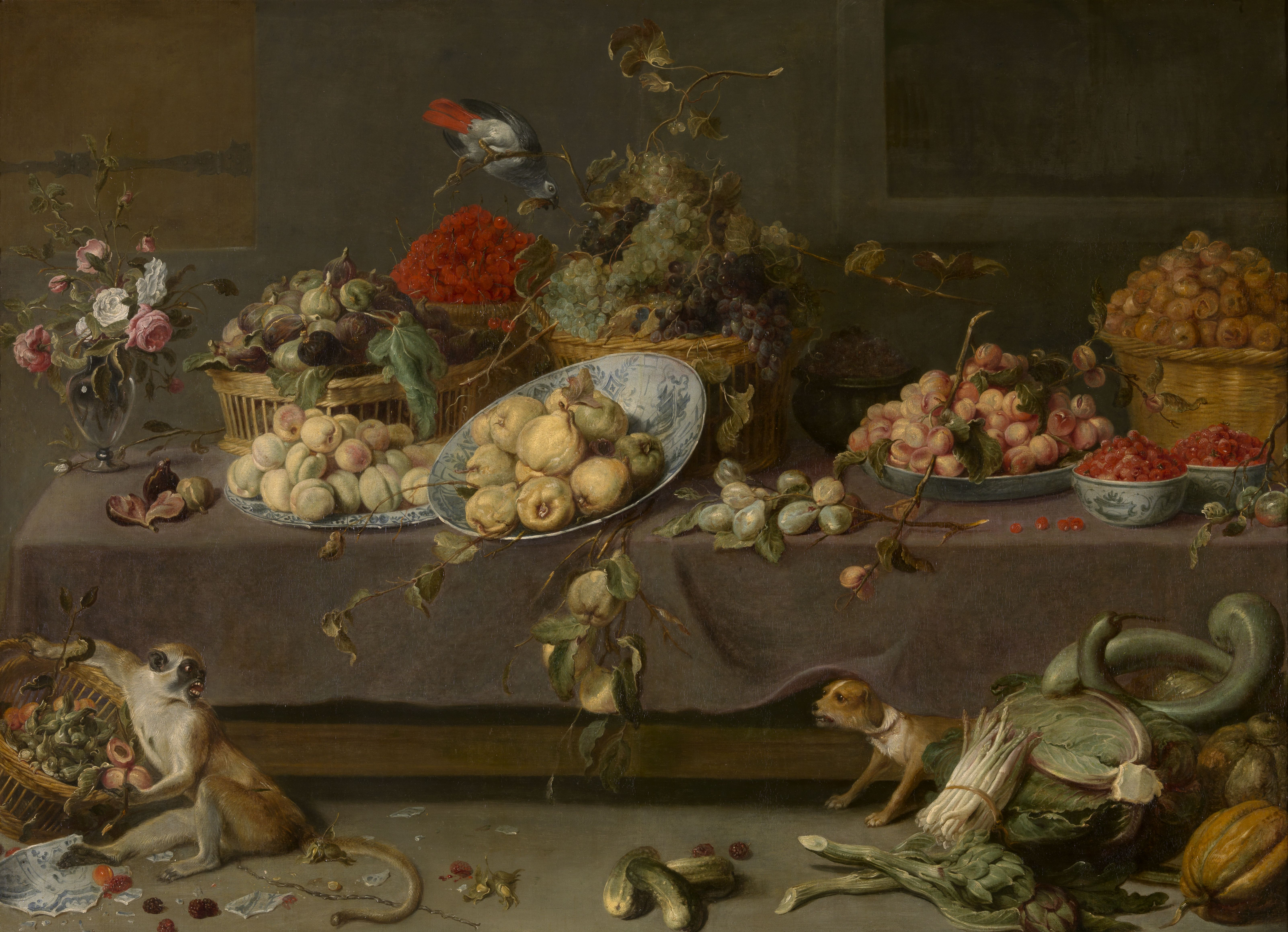
Fleurs et fruits, Musée royal des beaux-arts d'Anvers

Frans Snyders s'est avant tout consacré à la peinture de fleurs, de fruits et de natures mortes. Plus tard, il se tourne vers la peinture d'animaux. Il s'intéresse particulièrement à la représentation d'animaux sauvages, qu'il montre engagés dans des chasses animées et des combats acharnés. Il est l'un des premiers peintres animaliers spécialisé. Son travail de peintre animalier a une grande influence sur ses contemporains ainsi que sur les animaliers français du XVIIIe siècle tels que Jean-Baptiste Oudry et Alexandre-François Desportes. Le chef-d'œuvre de Jean Siméon Chardin, La Raie, rappelle la force picturale de Snyders. 
Il confère une monumentalité nouvelle à ses natures mortes et scènes de chasses. En raison de cette spécialité, il est souvent appelé par d'autres peintres, et tout particulièrement Rubens, Van Dyck et Jordaens, pour exécuter dans leurs œuvres des sujets animaliers ou végétaux.
On pense que sa résidence en Italie a eu une influence importante sur son style de peinture de fruits. Il est probable qu'il a vu la Corbeille de fruits du Caravage dans la collection du cardinal Borremeo à Milan.

### Scènes de marché et de garde-manger

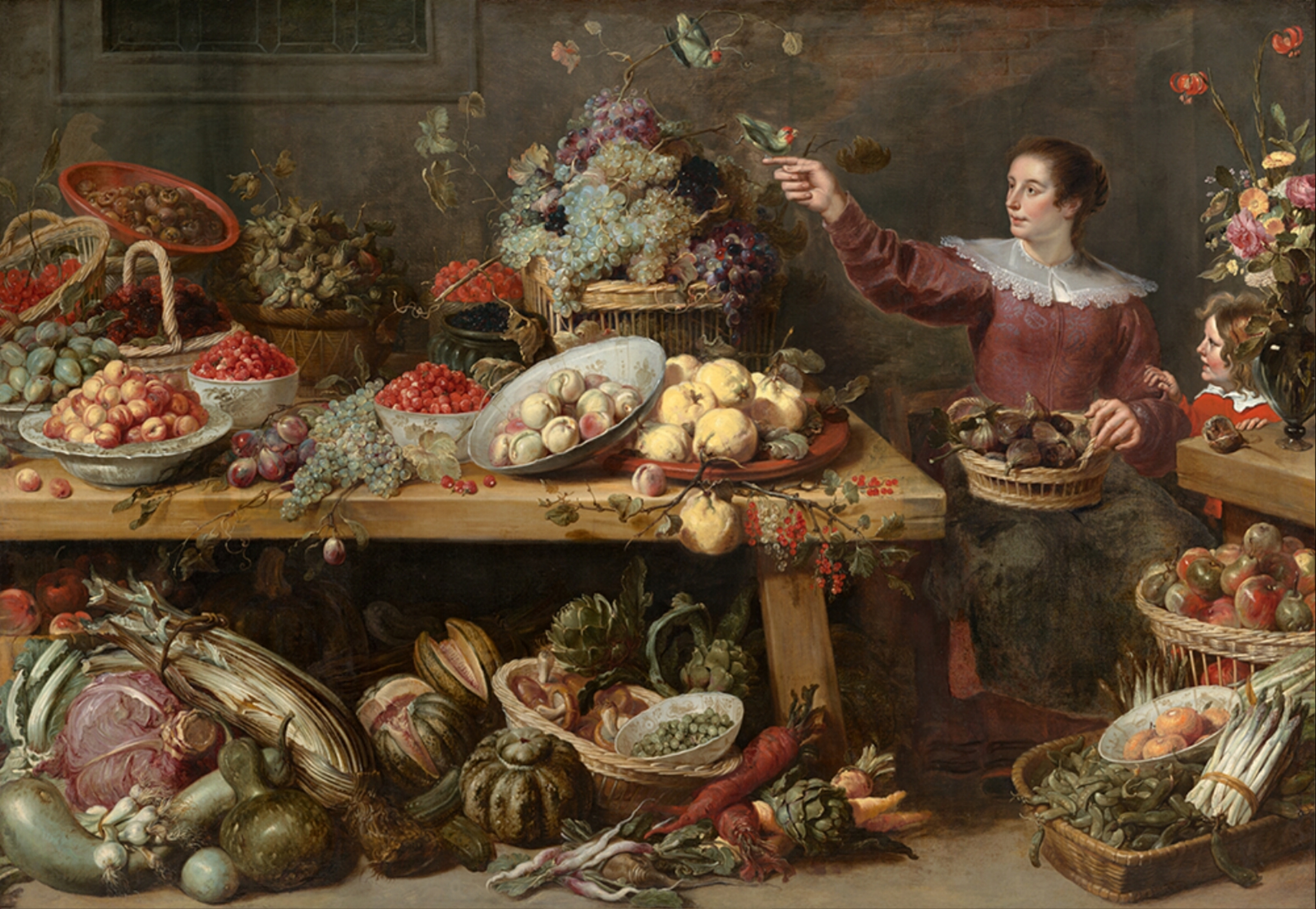
Nature morte aux fruits et légumes, en collaboration avec Cornelis de Vos.

Ses étals de commerçants, notamment de poissonniers (plusieurs exemplaires, conservés au Musée royal des Beaux-Arts d'Anvers, à la Maison Snijders&Rockox d'Anvers, au musée du Prado de Madrid, au musée Comtadin-Duplessis de Carpentras, etc.) constituent peut-être la partie la plus originale de son répertoire. Ses compositions s'organisent en général autour d'un élément horizontal stable, comme une table, sur laquelle sont exposés des éléments désordonnés. Le foisonnement des objets peut rappeler l'abondance et la prospérité des Flandres au XVIIe siècle.
Il peint de nombreuses scènes de marché ; ses premiers travaux dans ce domaine sont inspirés par le travail de Pieter Aertsen et Joachim Bueckelaer qui ont lancé et développé le genre à Anvers au XVIe siècle. Alors qu'Aertsen et Beuckelaer incluent souvent une scène religieuse en arrière-plan de leurs scènes de marché, Snyders s'en dispense. Au départ, il travaille dans un idiome maniériste. Son style mûrit progressivement à la suite de son exposition à l'art italien lors de son voyage en Italie et à l'œuvre de Rubens après son retour à Anvers. En conséquence, l'environnement sombre de ses premières natures mortes disparait après 1614 et il devient un excellent coloriste avec de solides compétences en composition lui permettant de structurer une profusion d'objets disparates.
Il crée non seulement de nombreuses grandes scènes de marché et de garde-manger et des natures mortes de gibier, comprenant généralement des cerfs morts, mais il peint également des œuvres plus petites qui rappellent les pièces de petit-déjeuner et les natures mortes qui ont pris naissance dans l'art du Nord vers 1600. Plutôt que de continuer la manière descriptive du peintre anversois Osias Beert, les natures mortes innovantes de Snyders combinent des objets en groupes pour former une composition géométriquement structurée. Les motifs récurrents sont des lièvres et des oiseaux morts, des gobelets, des paniers avec des raisins et d'autres fruits, des pichets émaillés et de la porcelaine kraak.

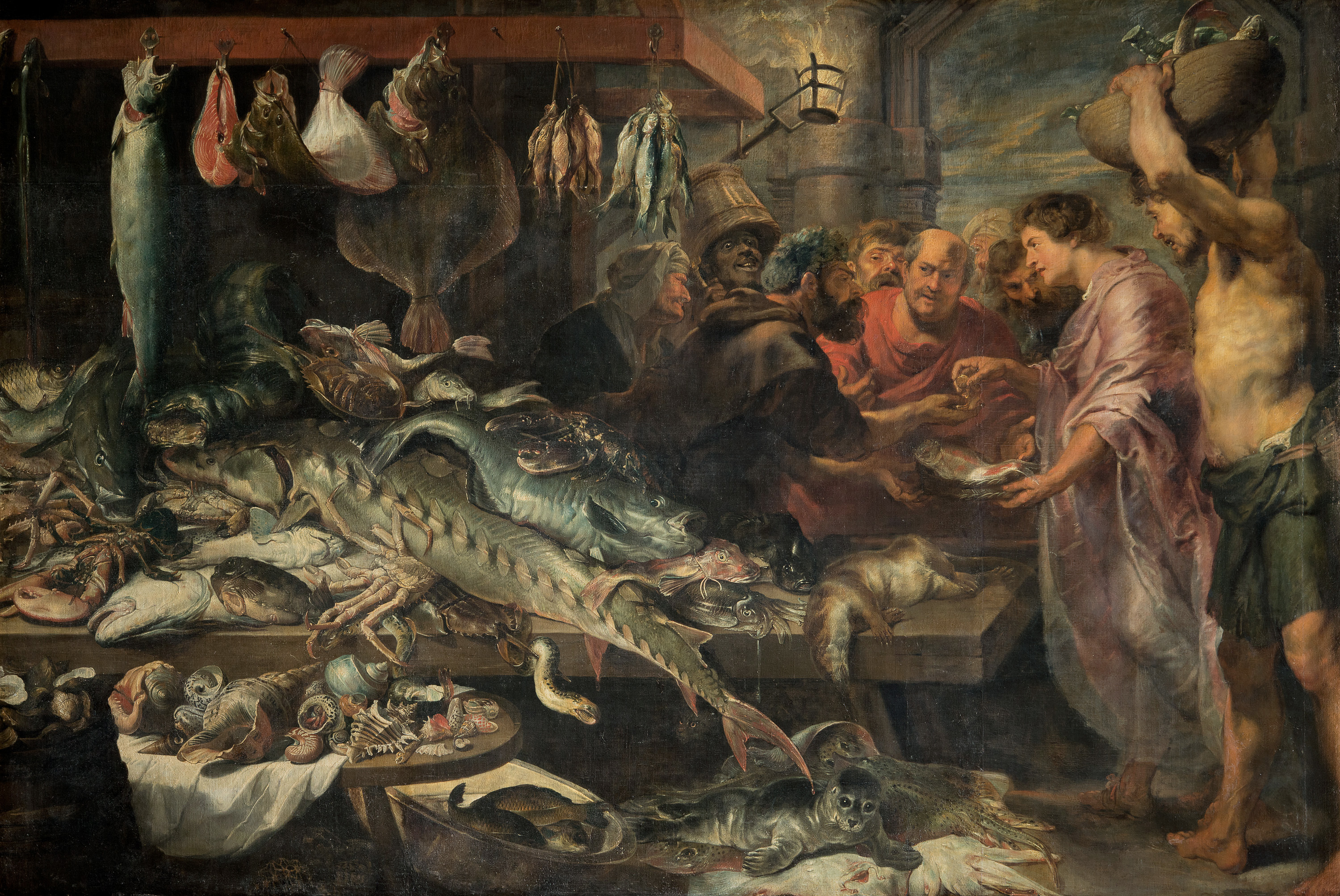
Marché aux poissons, possiblement en collaboration avec Antoine van Dyck

Il dépeint généralement le sujet dans la scène avant qu'il ne soit préparé comme nourriture. Ses animaux morts ressemblent donc à des trophées de chasse, qui ne sont souvent même pas destinés à la nourriture. Snyders inclut souvent des animaux vivants tels que des chats pour créer un contraste entre les éléments animés et inanimés. Les grandes pièces de Snyders sont très influentes ; le peintre hollandais Jan Davidszoon de Heem, qui a travaillé à Anvers pendant une longue période, s'est inspiré du travail de Snyders pour développer ses propres tableaux à grande échelle.
Les Étals du musée de l'Ermitage à Saint-Pétersbourg, forment une série composée de quatre énormes toiles. Elle fut créée pour décorer la salle à manger du palais de l'archevêque de Bruges. Sa touche est très proche de celle de Rubens, en jouant sur des empâtements et des glacis dilués et toutes les richesses de la nature y sont rassemblées, d'où le surnom qui lei serait attribué : « le Rubens des natures mortes ».
Les grandes et abondantes natures mortes de Snyders ont été interprétées de plusieurs façons. Certains y ont lu un message de propagande. L'affichage de l'abondance luxueuse disponible à Anvers, qui est à l'époque sous administration espagnole, sert peut-être le but propagandiste de montrer la supériorité de la domination espagnole sur le Comté de Flandre par rapport au contrôle protestant sur les rebelles du nord des Pays-Bas.
Alors que dans la tradition baroque, nombre de ses compositions sont complexes et dynamiques, certaines sont plus ciblées et calmes. Un exemple en est les Raisins, pêches et coings dans une niche (Musée des Beaux-Arts (Boston)), où son coup de pinceau est également plus sommaire que d'habitude.

### Collaborations
On pense que Frans Snyders était un peintre de figures habile à part entière,. Il a souvent collaboré sur ce thème avec des artistes tels que Rubens, Anthony van Dyck, son beau-frère Cornelis de Vos, Theodoor van Thulden et Jan Boeckhorst, qui ont peint les figures dans des compositions auxquelles il a ajouté des éléments de nature morte. Il a également collaboré avec des spécialistes du paysage tels que Jan Wildens, qui a fourni le cadre paysager de ses scènes de chasse.

#### Rubens

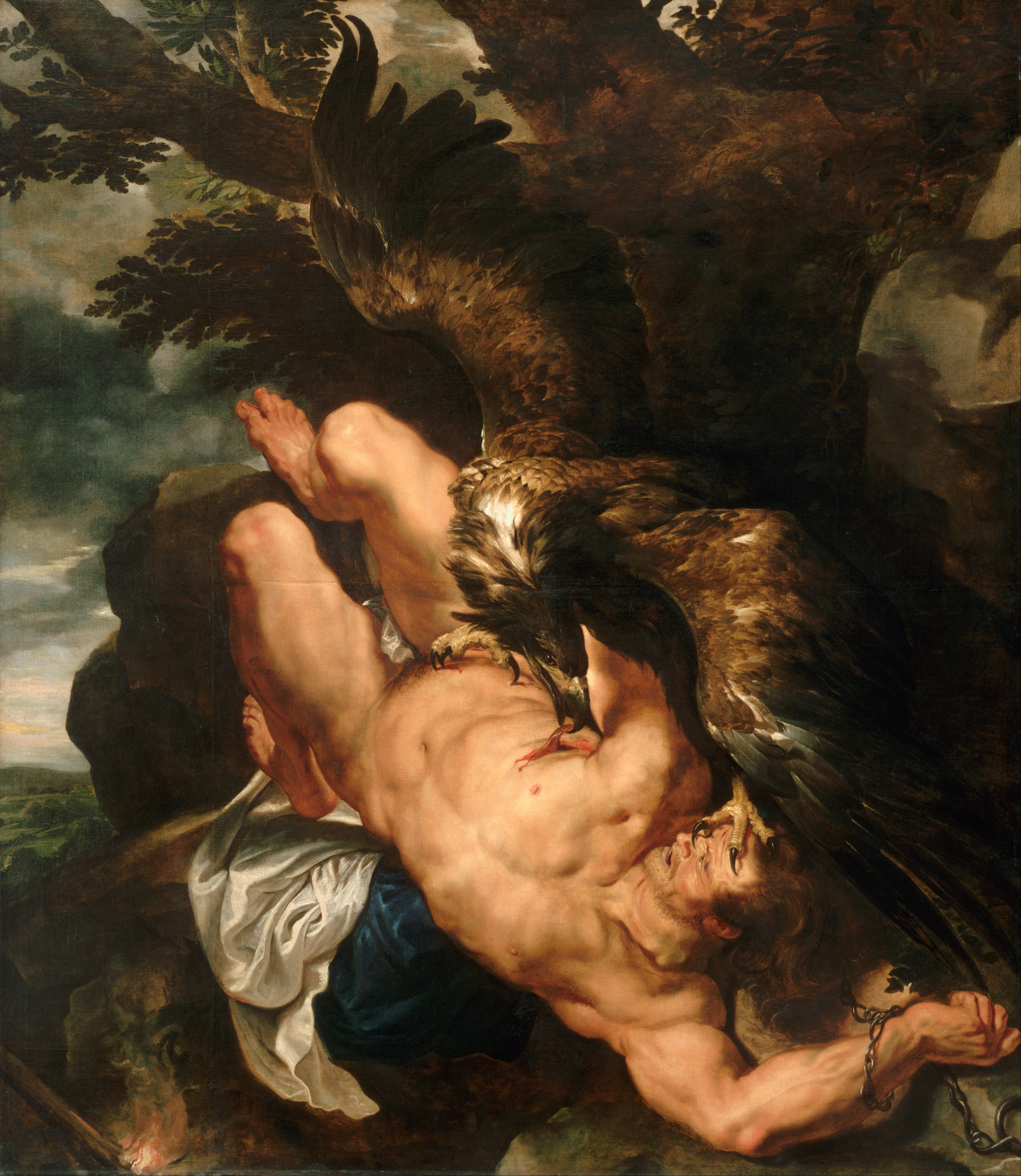
Prométhée supplicié, en collaboration avec Rubens.

Ses collaborations avec Rubens sont particulièrement fréquentes. L'expressivité de Snyders et sa capacité à rendre différentes textures de fourrures et de peaux ont suscité l'admiration de Rubens. Celui-ci l'employait fréquemment pour peindre des animaux, des fruits et des natures mortes dans ses propres tableaux. Snyders a développé une relation de collaboration particulièrement étroite avec Rubens entre 1610 et 1640, qui est bien documentée. Au début de leur collaboration, Rubens peignait une esquisse à l'huile de la composition complète et indiquait clairement où Snyders devait apporter sa contribution. Cela a été documenté pour le tableau La reconnaissance de Philopoemen (musée du Prado), qui est considérée comme la première nature morte baroque avec personnages. Il est possible que dans cette première période, Rubens n'était pas sûr des compétences compositionnelles de Snyders et voulait lui montrer le chemin. Dans Prométhée supplicié, le processus est inversé ; Snyders a fait un croquis laissant la place à la figure de Rubens. 
La Méduse (Musée d'Histoire de l'art de Vienne) est une célèbre collaboration entre Rubens et Snyders. Peinte vers 1613-1617/1618, cette œuvre à petite échelle montre que la manière de Snyders est non seulement bien adaptée aux grandes pièces de Rubens, mais aussi adaptable à ses œuvres à plus petite échelle. Rubens s'est appuyé sur Snyders pour créer la richesse visuelle qui va de pair avec son style baroque, qui met l'accent sur l'abondance et la générosité. Le coup de pinceau des deux artistes est si proche que les contemporains avaient du mal à distinguer leurs contributions dans des œuvres collaboratives.

#### Paul et Cornelis de Vos

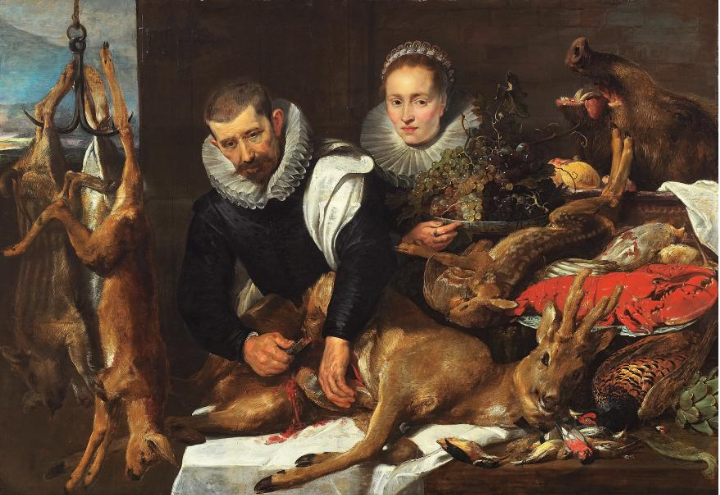
Éviscération d'un chevreuil avec le portrait d'un couple marié, collaboration avec Cornelis de Vos

Son élève et beau-frère Paul de Vos est également un collaborateur régulier de Rubens. Un historien de l'art a comparé les contributions de Paul de Vos aux scènes de chasse de Rubens à celles de Frans Snyders et a trouvé que de Vos était moins précis dans l'anatomie animale et moins accompli dans l'expression psychologique des animaux. D'autres historiens de l'art considèrent les scènes de chasse de de Vos comme plus dynamiques et témoignant d'un style plus personnel par rapport à celles de Snyders, qui est plutôt un peintre de natures mortes. Le style et les motifs expressifs des peintures animalières de Rubens ont eu une influence importante sur Snyders et de Vos.
Frans Snyders a également peint des éléments de nature morte pour d'autres peintres anversois tels que Jacob Jordaens, Thomas Willeboirts Bosschaert, Jan Janssens et d'autres artistes. Il a collaboré avec son deuxième beau-frère Cornelis de Vos. Un exemple est la Nature morte aux fruits et légumes, qui représente probablement un garde-manger d'une belle maison. L'impression donnée par cette composition est à la fois celle de l'abondance et celle du chaos. Une inspection plus approfondie montre que les produits sont classés dans une hiérarchie reflétant leur valeur et leur rareté. Des légumes-racines moins chers sont au sol tandis que les pois et les asperges très prisés sont placés dans le panier de droite.

### Peinture animalière
Snyders est le premier artiste à se concentrer sur des représentations mettant exclusivement en scène des animaux dans des environnements quotidiens. Dans ces créations, les animaux tels que les chiens, les chats et les singes sont les seuls protagonistes. Les scènes comprennent des combats entre animaux, des chasses par des animaux, des scènes de fables et des représentations symboliques. 

#### Concert d'oiseaux

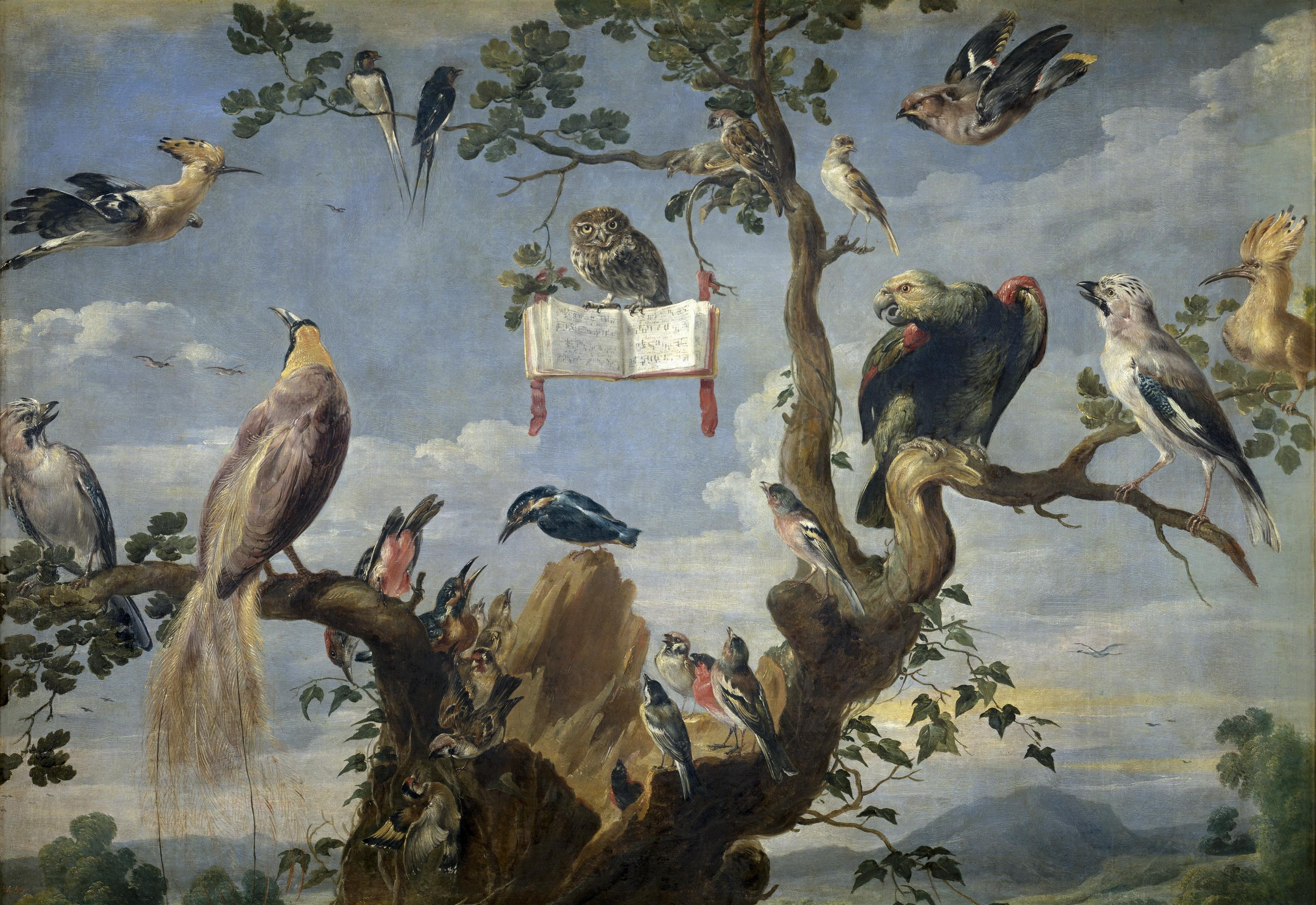
Concert d'oiseaux, entre 1629 et 1630, musée du Prado.

Le concert d'oiseaux est l'une des représentations symboliques que Snyders a créées et auxquelles il revient régulièrement. Les compositions sur ce thème représentent différentes espèces d'oiseaux perchés sur des troncs d'arbres sous la forme d'un concert d'oiseaux, parfois accompagné d'une partition musicale. Le thème du concert d'oiseaux est antérieur à la mode courtoise de l'époque baroque d'entretenir des volières.
Le thème trouve ses racines au Moyen Âge dans les représentations d'Éole avec des oiseaux, devenues très populaires à la fin du XVIe siècle. Sa signification symbolique est liée à la représentation des oiseaux de saint François d'Assise et à la dévotion à Notre-Dame des Oiseaux. Selon la légende, au XIIIe siècle, une volée d'oiseaux a été observée se rassemblant près d'un bosquet de hêtres à l'extérieur de Bruxelles. Ils avaient été attirés à cet endroit par une image de la Vierge coincée entre les branches des arbres. Une chapelle franciscaine dédiée à la Vierge est alors édifiée, détruite lors de la furie iconoclaste de la Beeldenstorm au XVIe siècle, puis reconstruite à la fin du siècle. Les cages à oiseaux suspendues au plafond en constituent une caractéristique particulière : les oiseaux dans les cages apportent leur chant à la liturgie. Frans Snyders aurait eu une relation spéciale avec l'ordre franciscain ; il voulait être enterré dans l'habit franciscain.
Outre cette connotation religieuse, le concert des oiseaux est également considéré comme une allégorie de l'ouïe. Une autre interprétation veut que le concert représente la Sagesse, car le hibou, qui est l'animal représentant cette qualité, en est parfois représenté comme le chef d'orchestre. Une autre interprétation est que le concert d'oiseaux fait symboliquement allusion à l'harmonie et à la régulation naturelle, dans le sens d'un équilibre avec la nature. Ces concepts s'incarnent dans la systématisation du chant des oiseaux. Ainsi, plus généralement, le concert d'oiseaux fait référence à l'harmonie politique et à l'ordre social dont jouissent les propriétaires de ces peintures à l'époque où les Pays-Bas du Sud sont gouvernés par les archiducs Albert d'Autriche (1559-1621) et Isabelle-Claire-Eugénie d'Autriche. Ceci explique le succès des peintures de concert d'oiseaux dans les milieux bourgeois et aristocratiques. Divers disciples de Snyders ont également peint ce thème : aux Pays-Bas espagnols, Paul de Vos, Jan Fyt et Jan van Kessel ; en République hollandaise, Gijsbert d'Hondecoeter, son fils Melchior d'Hondecoeter, Abraham Busschop et Jacobus Victors retravaillent le sujet en le rendant plus courtois ; et en France les expatriés flamands Nicasius Bernaerts ou Pieter Boel créent également des compositions sur le thème entre 1629 et 1630. 
L'un des quatre tableaux de Concert d'oiseaux de Frans Snyders au musée du Prado montre un hibou sur une branche. Le hibou dirige les 15 autres espèces d'oiseaux présentées dans la composition tout en tenant une partition musicale entre ses pattes. Comme dans de nombreuses compositions de Snyders, les plus gros oiseaux sont placés près de la bordure et protègent les petits oiseaux au milieu. Certaines espèces exotiques étrangères aux Européens y figurent comme le  Paradisier de Raggi. Quelques fragments de la partition sont visibles et montrent les titres des voix, qui sont écrits en français. Le compositeur et l'œuvre n'ont pas été identifiés. La composition semble être à quatre voix et est peut-être une chanson française.

#### Singes

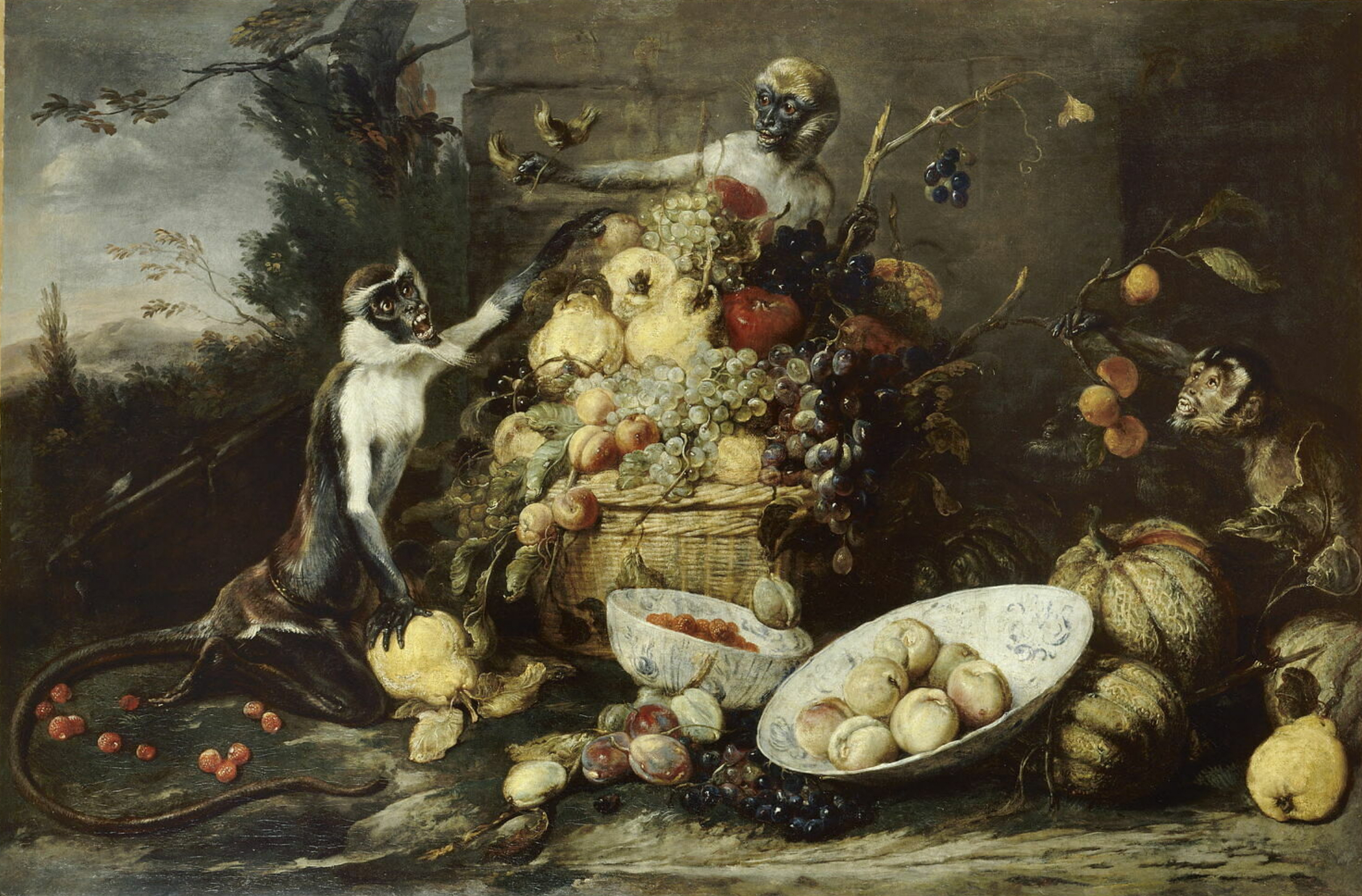
Trois singes voleurs de fruits, 1640, musée du Louvre.

Ses compositions avec des singes faisant des ravages dans un garde-manger sont devenues très populaires. La collection du musée du Louvre contient deux peintures sur le thème des singes. Ils montrent deux singes capucins dans un garde-manger en train de piller une corbeille de fruits et de renverser des plats. Les singes sont peints avec naturalisme, sans les idéaliser ni les caricaturer.
Alors que le singe symbolise depuis le Moyen Âge le pécheur, créature avide et lubrique, mue par ses seuls sens, il est devenu aux XVIe et XVIIe siècles le symbole de la bêtise. Par leur saisie et leur consommation incontrôlées de nourriture, les singes montrent leur nature barbare qui est uniquement motivée par l'instinct et le désir animal. Les compositions du Louvre avec des moines capucins peuvent également être interprétées comme une forme de vanité : le fruit de ces natures mortes est appétissant mais voué à périr. Le fruit symbolise ainsi la brièveté et la futilité de la vie. Les compositions peuvent en outre être considérées comme des illustrations du risque d'une mauvaise gestion du ménage qui est motivée uniquement par la satisfaction des sens.

## Sélection d'œuvres
- Nature morte aux légumes, vers 1610, huile sur toile, 144 × 157 cm, Staatliche Kunsthalle Karlsruhe, Karlsruhe[27].
- Scène d'office avec un page, vers 1612, huile sur toile, 125 × 198 cm, Wallace Collection, Londres[28]
- Série des étals du Musée de l'Ermitage à Saint-Pétersbourg, 1618-1621
  - Étal de légumes, huile sur toile, 208 × 341 cm,
  - Étal de poissonnier, huile sur toile, 208 × 341 cm
- Lévrier attrapant un jeune sanglier, 1620, 131 × 102 cm, Musée des beaux-arts de Gand[29]
- Assemblage d'oiseaux perchés sur des branches, années 1630, huile sur toile, 122 × 176 cm, Musée du Louvre, Paris
- Chasse au sanglier, vers 1640, huile sur toile, 214 × 311 cm, Galerie Palatine, Florence[30]
- Trois singes voleurs de fruits, années 1640, huile sur toile, 98 × 147 cm, Musée du Louvre, Paris
- Fruits sur la table, vers 1650, huile sur bois, 72 × 103 cm, Musée de l'Ermitage, Saint-Pétersbourg[31]

Dates non documentées
- Vendeur de gibier, huile sur bois, 177 × 274 cm, Galerie nationale d'Oslo[32]
- Nature morte avec une chienne et ses petits, huile sur toile, 167 × 247 cm, Palais des Beaux-Arts de Lille.
- La Poissonnerie, au musée Comtadin-Duplessis, à Carpentras.
- La Poissonnerie, huile sur toile, 198 × 333 cm, Musée royal des beaux-arts d'Anvers[33]
- Nature morte à l'oie, au musée Wallraf-Richartz, à Cologne.
- Intérieur d'office, au musée des beaux-arts et d'archéologie, à Châlons-en-Champagne
- Le Garde manger, huile sur toile, 170 × 290 cm, musées royaux des beaux-arts, Bruxelles[34]
- Chasse au daim, huile sur toile, 220 × 420 cm, Bruxelles, Musées royaux des beaux-arts de Belgique[35]
- Table de cuisine avec gibier et légumes, musée des beaux-arts, Lyon
- Perroquets et autres oiseaux, Musée de Grenoble
- Nature morte avec gibier à poil et à plume, homard, fruits et légumes[36], plume, encre brune et lavis bruns, H. 0,293 ; L. 0,435 m, Beaux-Arts de Paris. Dessin certainement extrait d'un carnet de croquis, il reprend trois compositions peintes au début de sa carrière. Le recto représente la Nature morte avec gibier à poil et à plume, homard, fruits et légumes (disparu). Le verso, divisé en deux, juxtapose la Route vers le marché de la Nationalgalerie de Prague et la Nature morte au chevreuil suspendu des Musées royaux des beaux-arts de Belgique[37].

## Galerie

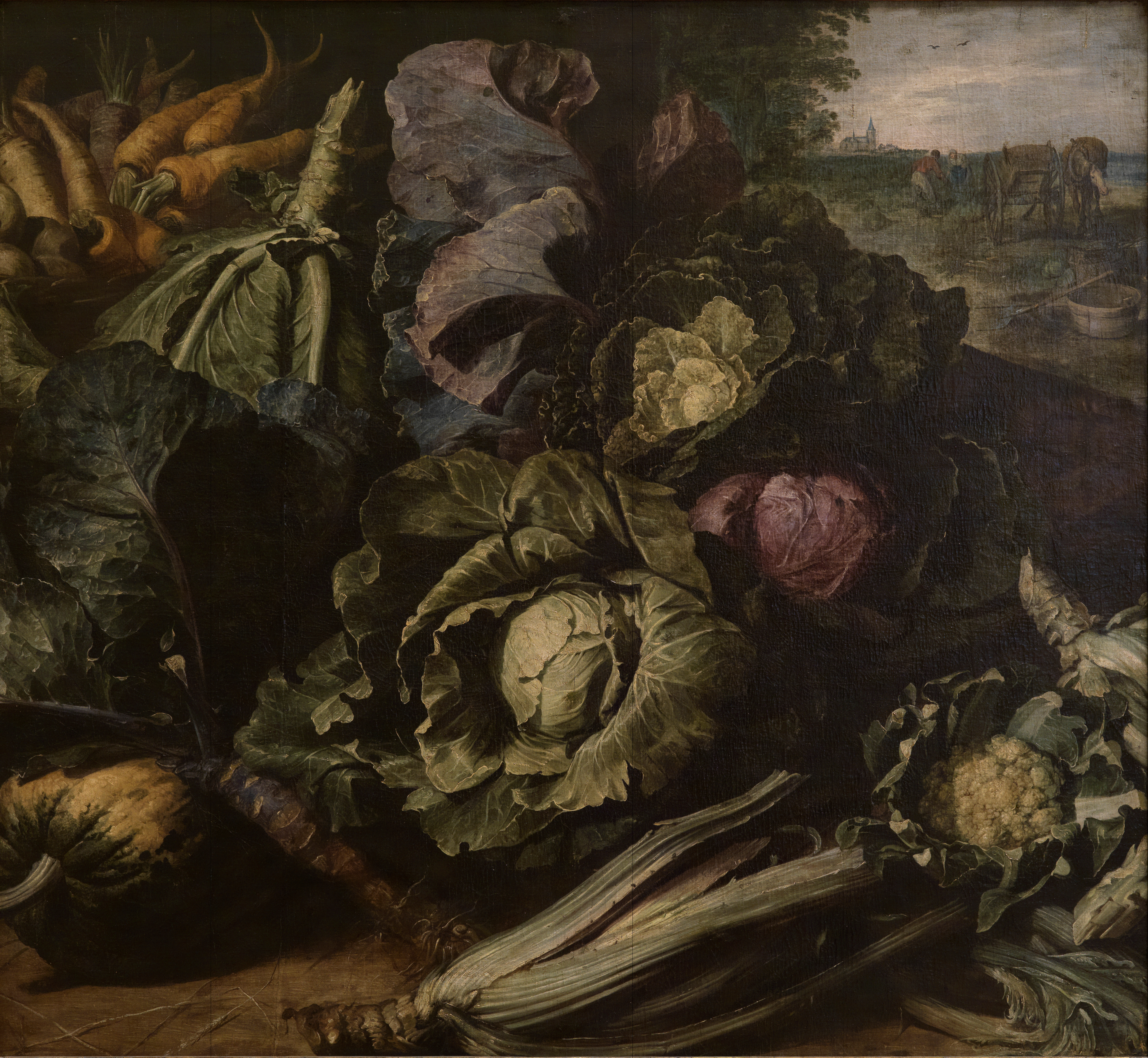
Nature morte aux légumes, vers 1610, Staatliche Kunsthalle Karlsruhe.
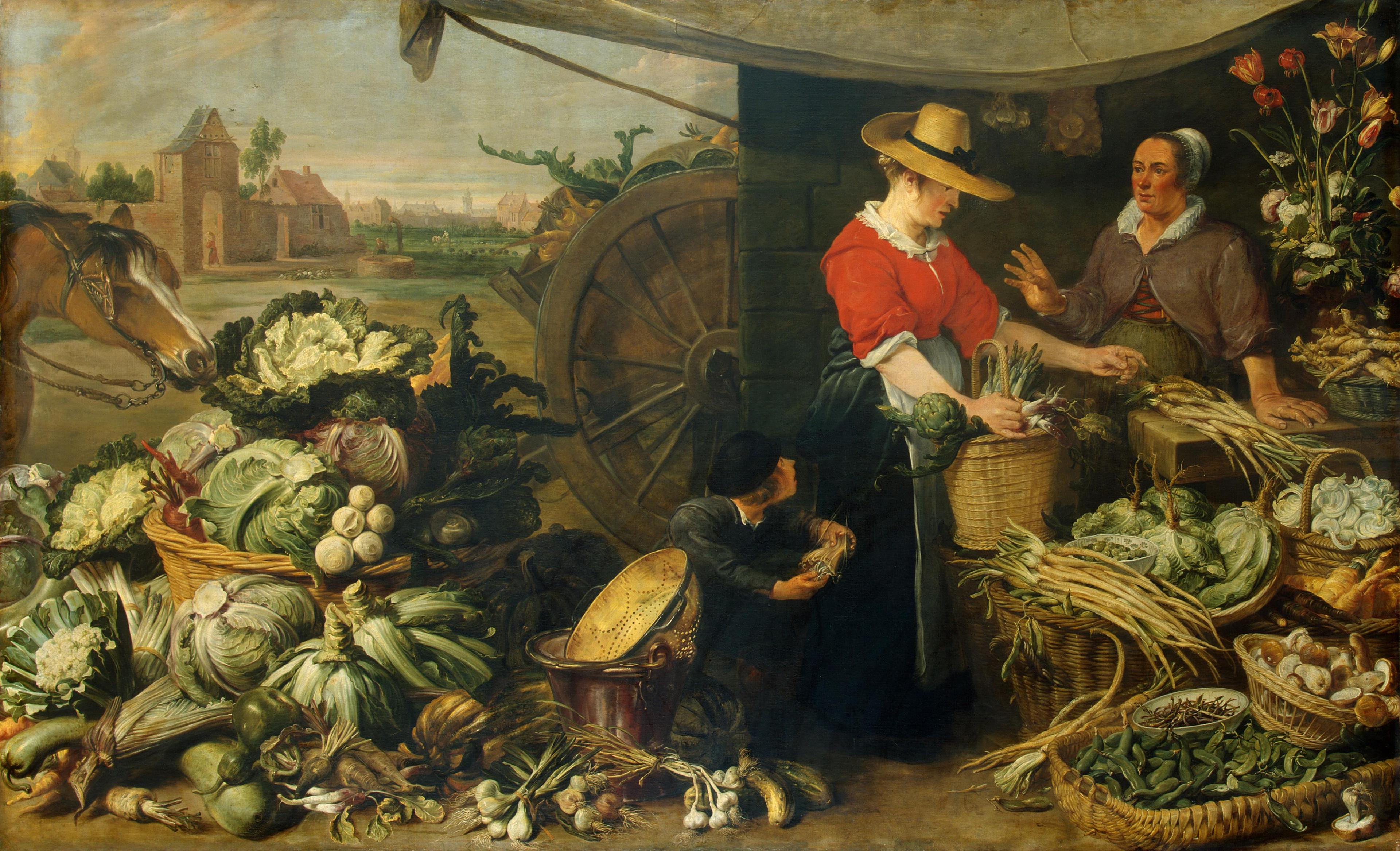
Étal de légumes, vers 1618, Ermitage
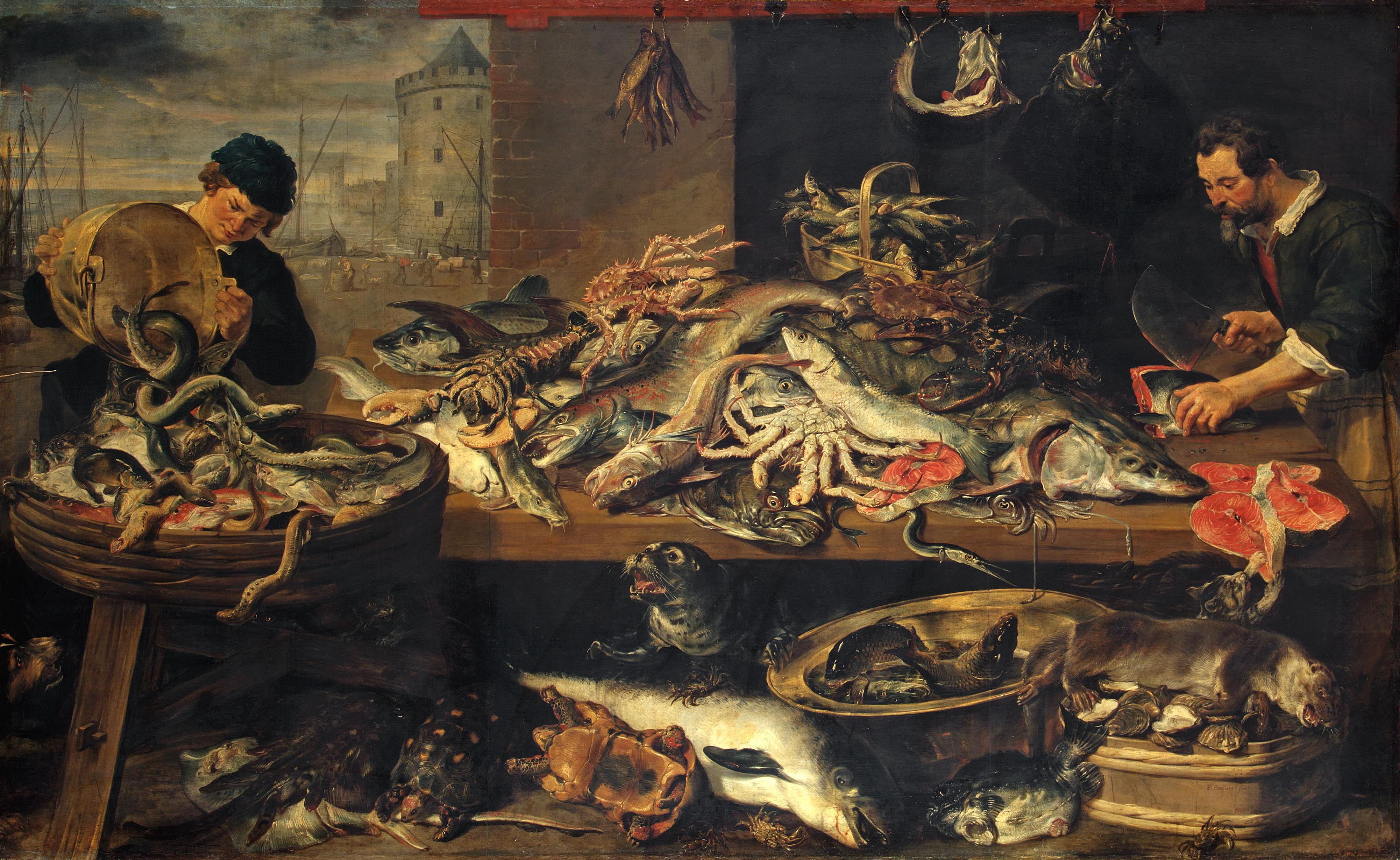
Étal de poissonnier, vers 1618, Ermitage
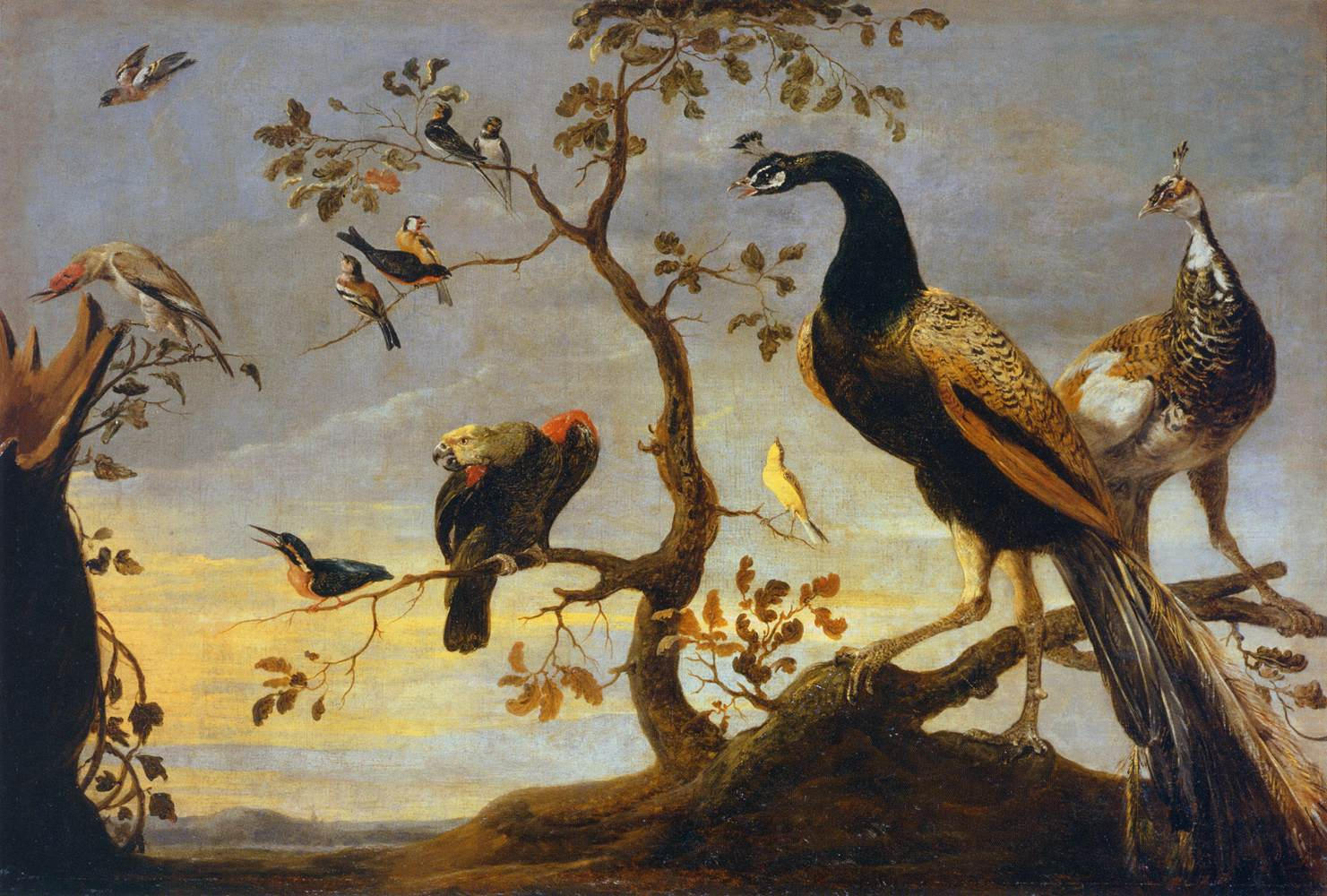
Oiseaux perchés, années 1630, Louvre
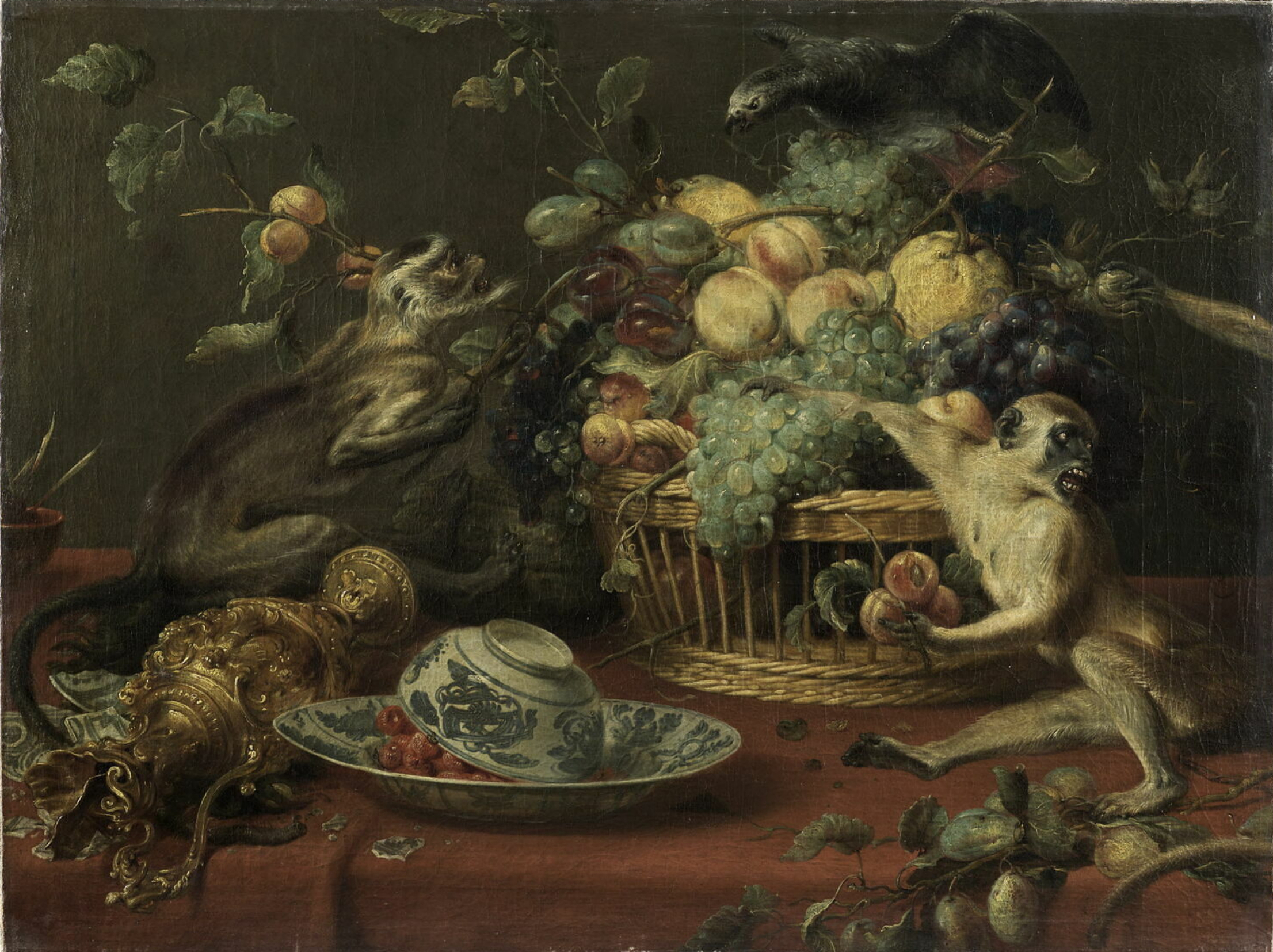
Deux singes pillant une corbeille de fruits, années 1640, Louvre
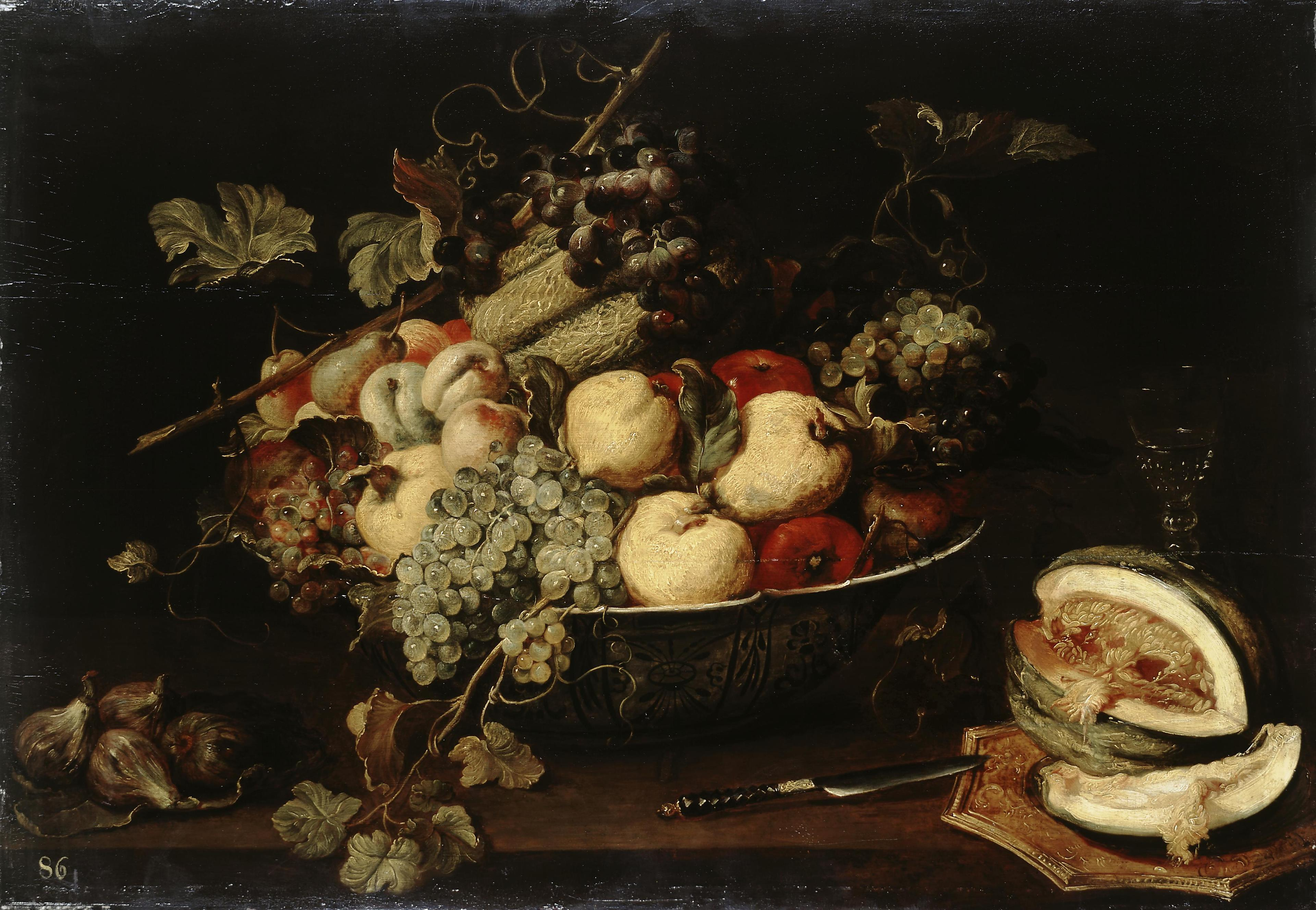
Fruits sur la table, vers 1650, Ermitage
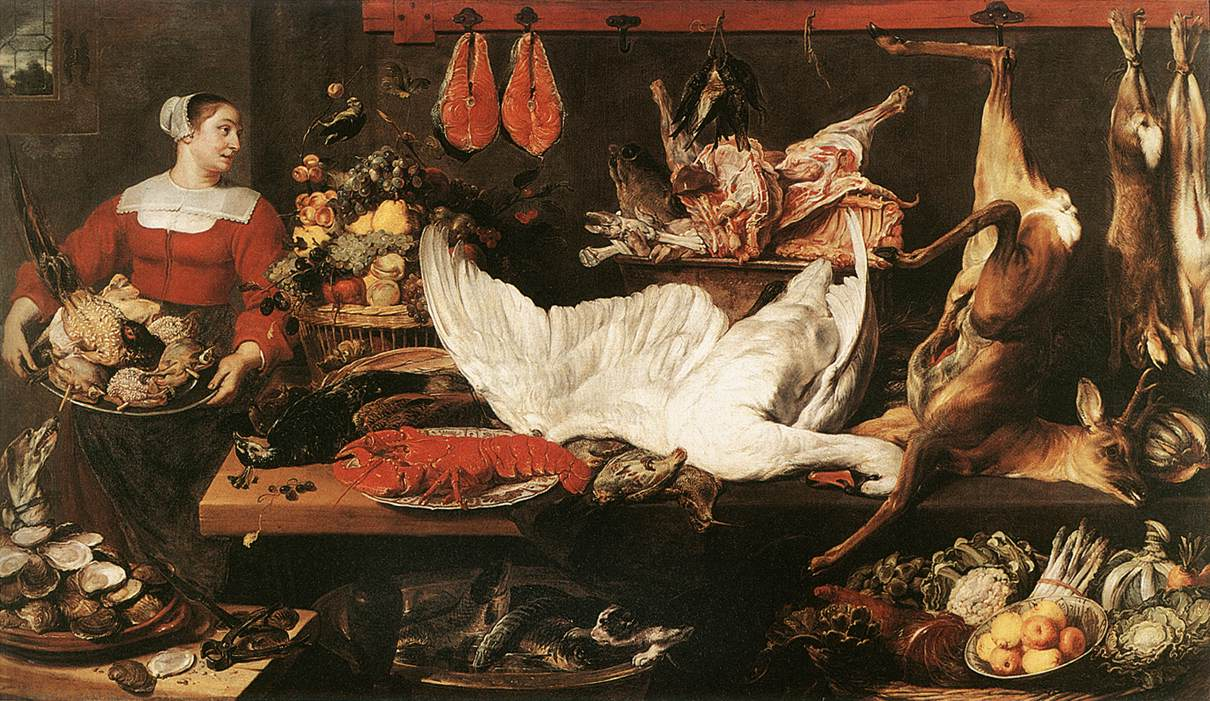
Garde-manger, Bruxelles
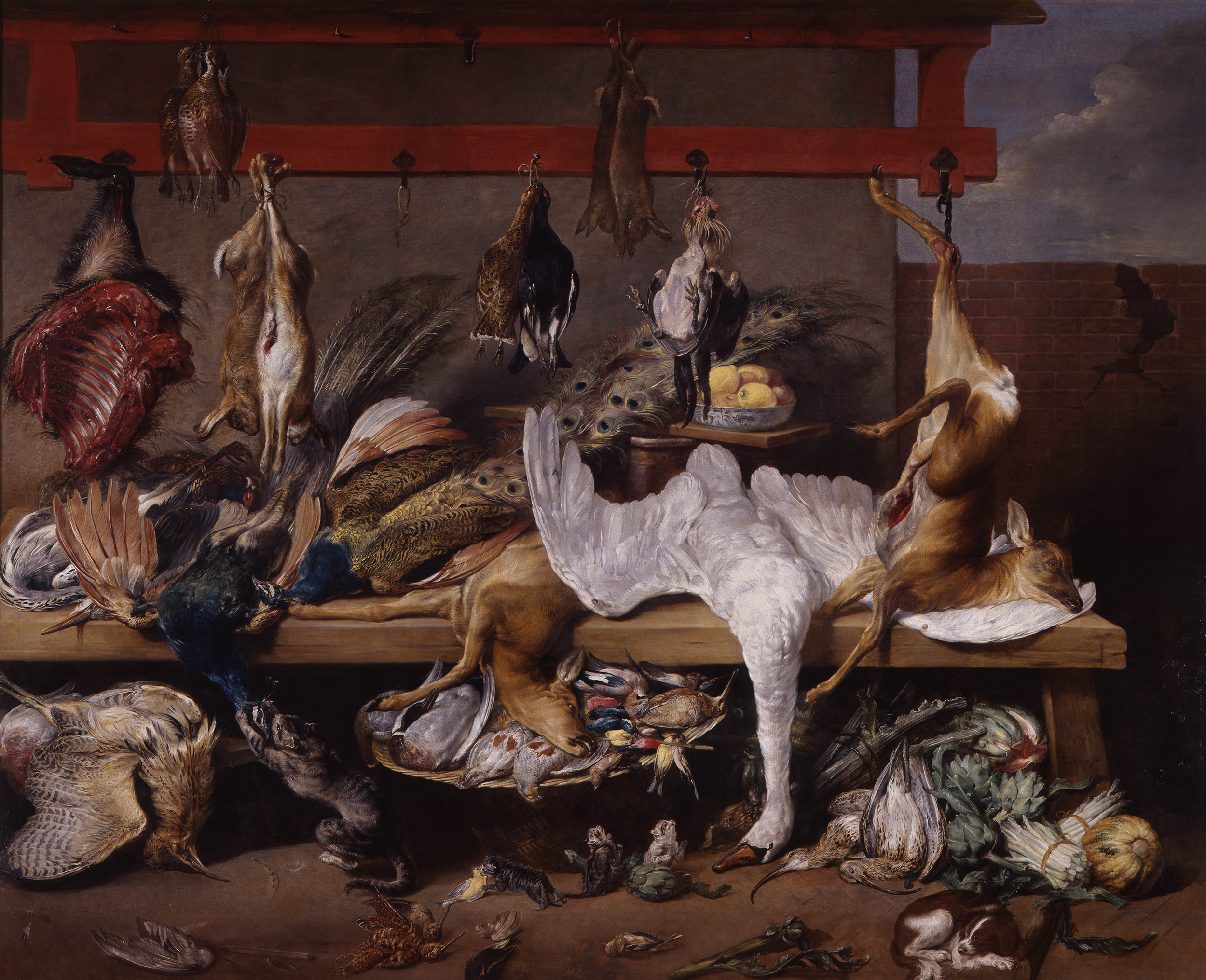
Table de cuisine avec gibier et légumes, Lyon
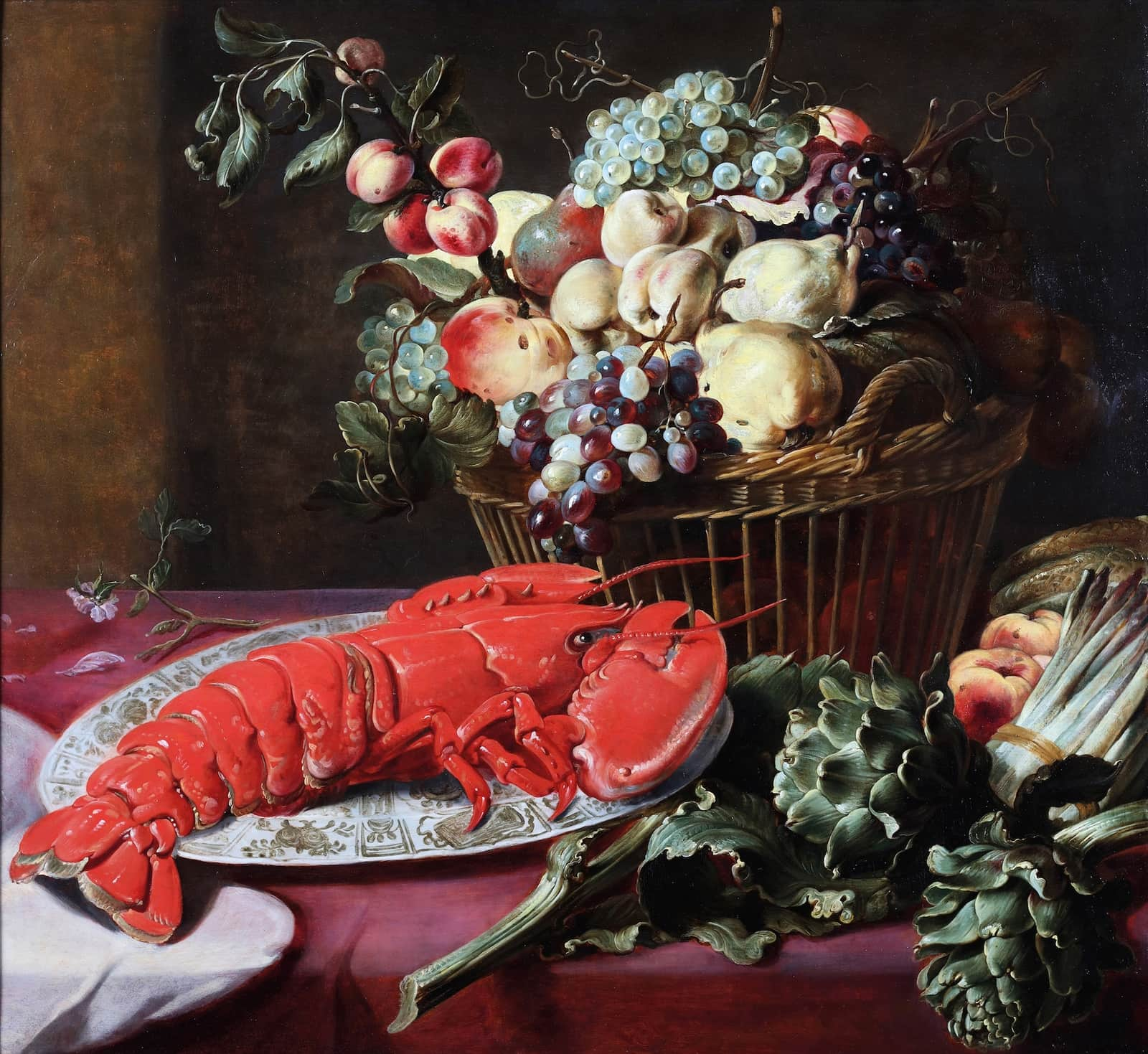
Nature morte au homard, fruits, artichauts et asperges sur la table (vers 1630)
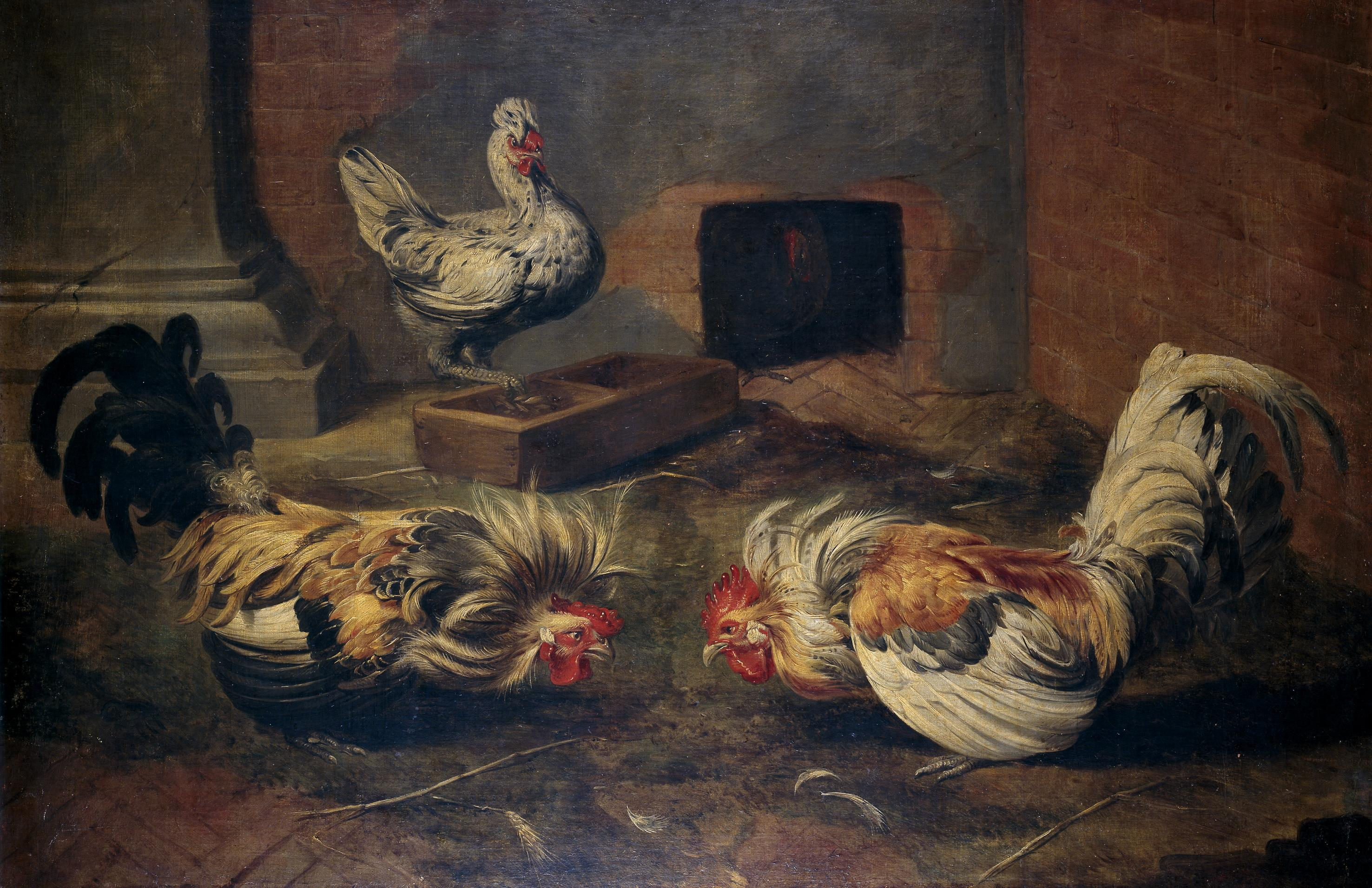
Le poulailler, Musée du Prado
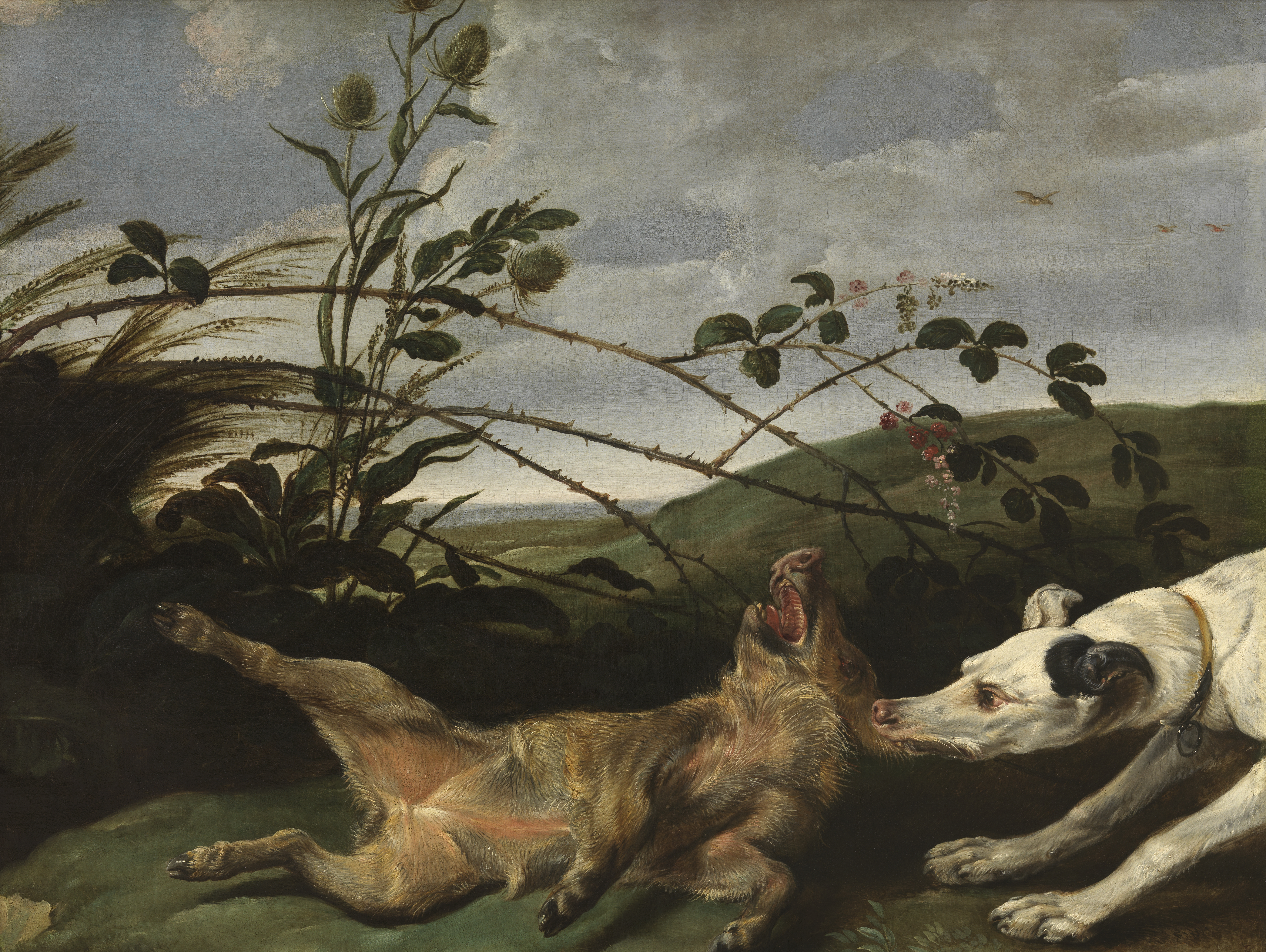
Lévrier attrapant un sanglier, Gand
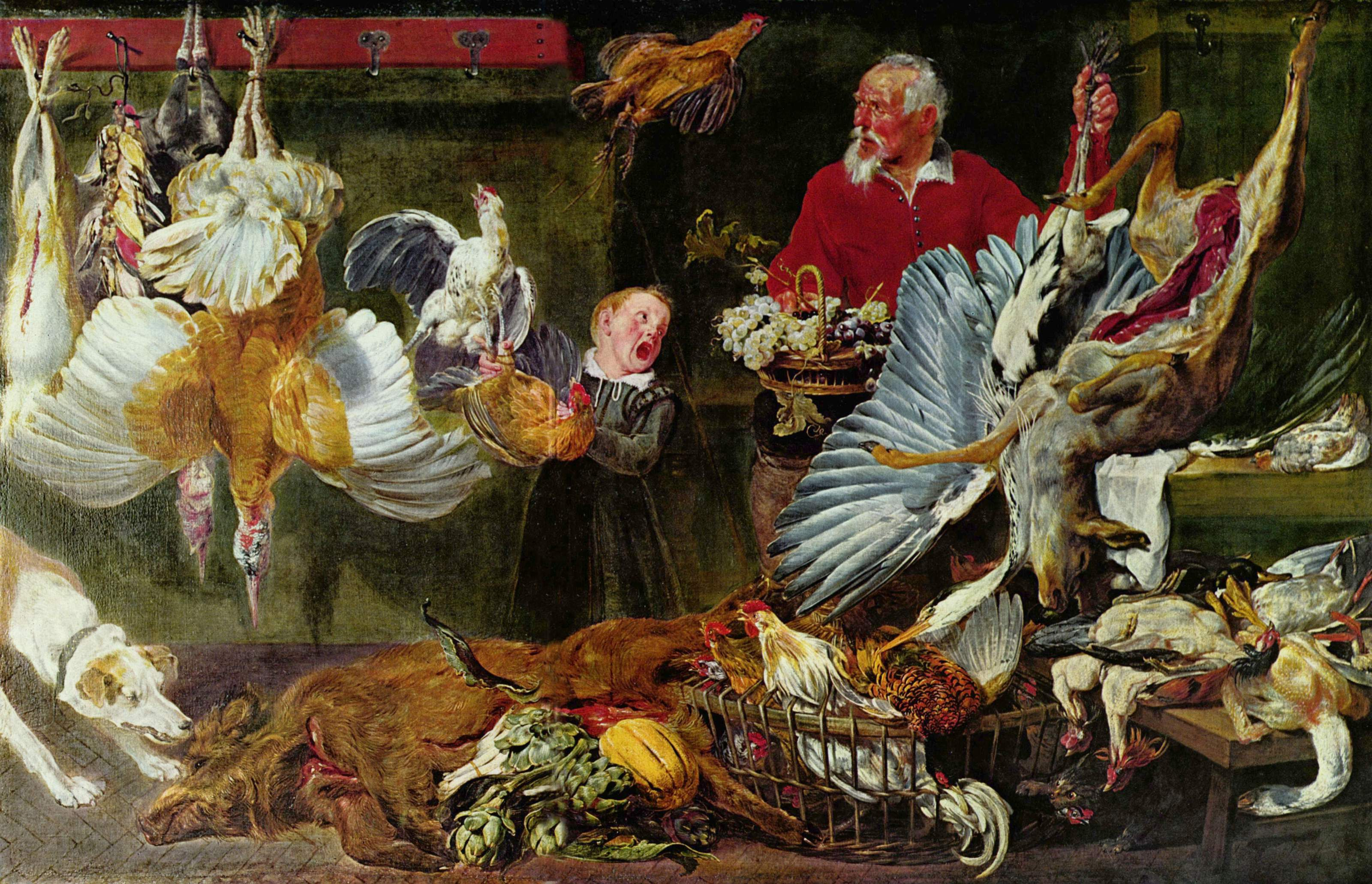
Vendeur de gibier, Oslo
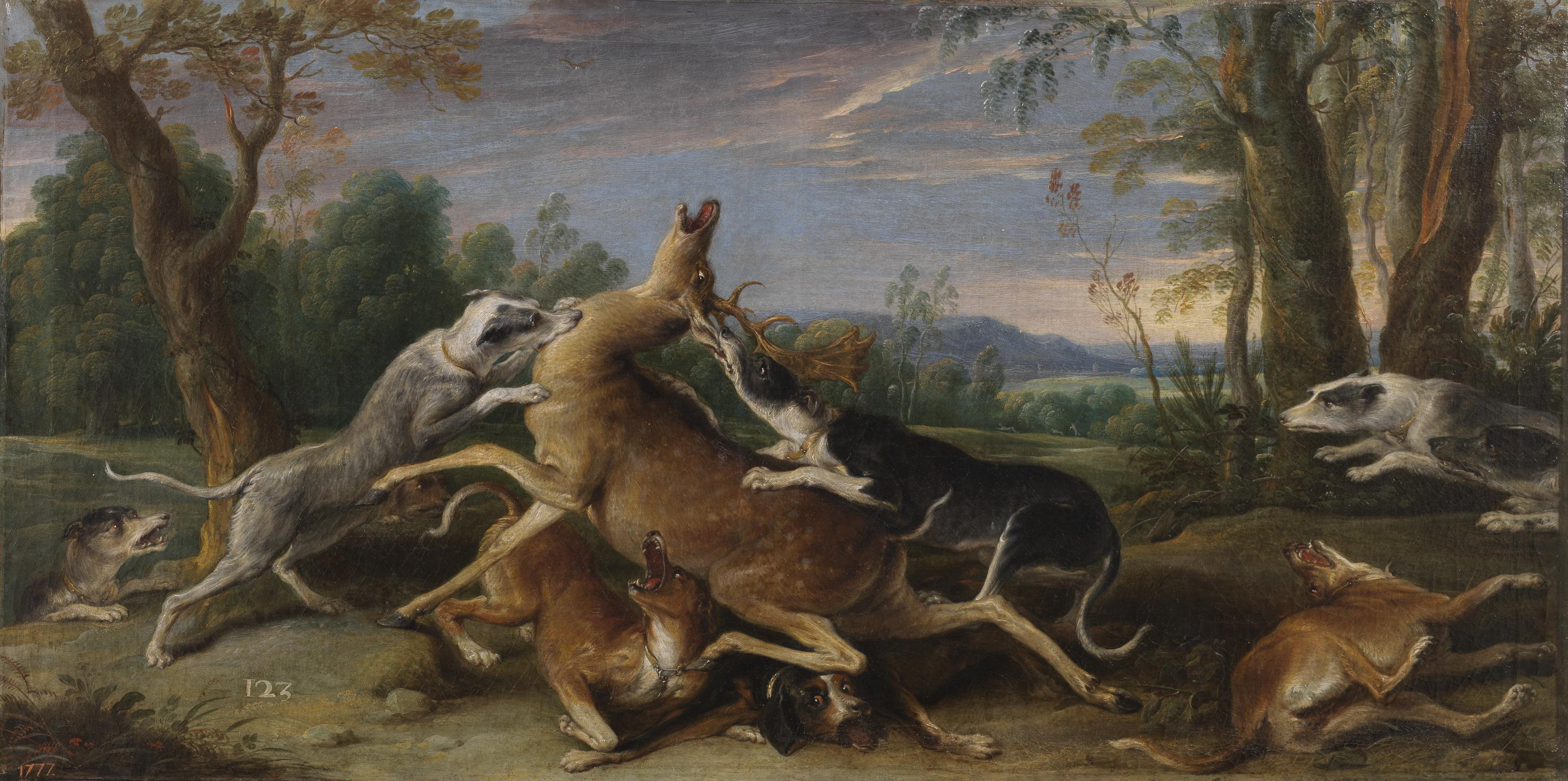
Chasse au cerf, Musée du Prado